# Los extraterrestres
A Los extraterrestres a Puerto Ricó-i reggaetón duó, Wisin & Yandel 6. stúdióalbuma. Az albumot – melyből világszerte 1,5 millió példány kelt el – 2007. november 6-án adták ki a WY Records kiadó alatt. 2008-ban Los extraterrestres: otra dimensión címen megjelent az album újrakiadott változata, ami egy duplalemezes kiadás egy extra DVD-vel. Az album 2008. november 13-án Latin-Grammy díjat nyert.
Az albumon közreműködik Fat Joe, Eve, Gadiel, Don Omar, Jayko, Franco de Vita, Tony Dize és Erick Right.

## Számlista
| #   | Cím                                                   | Hossz |
| --- | ----------------------------------------------------- | ----- |
| 1.  | Intro                                                 | 3:01  |
| 2.  | Ahora es                                              | 3:26  |
| 3.  | Aprovéchalo                                           | 2:49  |
| 4.  | Pidiendo calor                                        | 3:04  |
| 5.  | Control (featuring: Eve)                              | 3:44  |
| 6.  | Una noche más                                         | 4:28  |
| 7.  | Dime quiénes son                                      | 3:52  |
| 8.  | Las cosas cambiaron (featuring: Don Omar)             | 3:46  |
| 9.  | Sexy movimiento                                       | 3:29  |
| 10. | Ya me voy                                             | 3:45  |
| 11. | Presión                                               | 3:03  |
| 12. | Imagínate (featuring: Tony Dize)                      | 3:26  |
| 13. | Te hice mujer                                         | 3:19  |
| 14. | Como tú, no hay nadie (featuring: Jayko)              | 3:16  |
| 15. | Vicio de ti                                           | 3:21  |
| 16. | Oye, ¿dónde está el amor? (featuring: Franco de Vita) | 5:00  |
| 17. | Jangueo (featuring: Fat Joe & Erick Right)            | 3:36  |
| 18. | Tu cuerpo me llama (featuring: Gadiel)                | 3:04  |
| 19. | ¿Por qué me tratas así?                               | 4:03  |

## Los extraterrestres: otra dimensión
Az Los extraterrestres újrakiadott változata. Az album 2008-ban jelent meg. Tartalmazza a Los extraterrestres album számait, 6 új számot a második lemezen és egy bónusz DVD-t.

### Számlista

#### CD 1
- Megegyezik a Los extraterrestres számlistájával.

#### CD 2
| #  | Cím                                                | Hossz |
| -- | -------------------------------------------------- | ----- |
| 1. | Dame un poquito                                    | 3:48  |
| 2. | Síguelo                                            | 3:29  |
| 3. | Tus sábanas                                        | 3:15  |
| 4. | Ánimo (featuring: Tego Calderón)                   | 3:25  |
| 5. | Dime qué te pasó                                   | 4:26  |
| 6. | Sexy movimiento (remix) (featuring: Nelly Furtado) | 3:56  |

#### DVD
| #  | Cím                       | Hossz |
| -- | ------------------------- | ----- |
| 1. | Ahora es                  | 4:51  |
| 2. | Sexy movimiento           | 4:30  |
| 3. | Síguelo                   | 3:49  |
| 4. | Oye, ¿dónde está el amor? | 5:27  |
| 5. | Yo te quiero              | 3:58  |
| 6. | Exclusive Interview       | 10:04 |